# Isoxaflutol
Isoxaflutol ist eine chemische Verbindung aus der Gruppe der Oxazole, das einen zusätzlichen Cyclopropylsubstituenten aufweist.

## Gewinnung und Darstellung
Isoxaflutol kann durch Reaktion von 1-(4-Trifluormethyl-2-methylsulfonylphenyl)-3-cyclopropyl-2-ethoxymethylenpropan-1,3-dion mit Hydroxylamin gewonnen werden.

## Eigenschaften
Isoxaflutol ist ein weißer Feststoff, der unlöslich in Wasser ist. Es ist stabil als Feststoff und in Lösung bei pH-Werten von 6 und kleiner.

## Verwendung
Isoxaflutol wird als Wirkstoff in Pflanzenschutzmitteln verwendet. Es wird seit seiner Markteinführung 1995 als Herbizid gegen Gräser und breitblättrige Unkräuter wie Abutilon theophrasti, Amaranthus retroflexus, Setaria faberi, Setaria viridis und Panicum-Arten bei Mais und Zuckerrüben verwendet. Die Wirkung beruht auf der Hemmung des Enzyms 4-Hydroxyphenylpyruvatdioxygenase (HPPD).
Bayer CropScience vermarktet Isoxaflutol zusammen mit dem Safener Cyprosulfamid als Balance Flexx.
In den USA sind seit 2012 Sojabohnen auf dem Markt, die gegen Isoxaflutol tolerant sind. Eine Zulassung von Isoxaflutol für Sojabohnen wird daher erwartet.

## Zulassung
In Europa wurde die Aufnahme in den Anhang I der Richtlinie 91/414/EWG am 6. März 1996 von der französischen Firma Rhône-Poulenc Secteur Agro beantragt. In der Europäischen Union darf Isoxaflutol seit Oktober 2003 für Anwendungen als Herbizid zugelassen werden. In den USA wurde es 1998 zugelassen.
In Deutschland, Österreich und der Schweiz sind Pflanzenschutzmittel (z. B. Adengo und Merlin) mit diesem Wirkstoff zugelassen.